# Solonske, Drohobîci
Solonske (în ucraineană Солонське) este localitatea de reședință a comunei Solonske din raionul Drohobîci, regiunea Liov, Ucraina.

## Demografie
Componența lingvistică a localității Solonske
     Ucraineană (99,63%)
     Alte limbi (0,25%)
Conform recensământului din 2001, majoritatea populației localității Solonske era vorbitoare de ucraineană (99,63%), existând în minoritate și vorbitori de alte limbi.